# Johannes Bötticher
Johannes Bötticher (Boetticher), född i Völschows kyrkby vid Demmin, död 1748 i Pommern, var en svensk skoladministratör i Pommern.
Bötticher var elev vid statsskolan Friedland och därefter vid gymnasierna i Stralsund och Stettin. 1711 blev han student vid universitetet i Greifswald men tvingades på grund av stora nordiska kriget att avbryta sina studier och arbetade därefter som huslärare i olika ämbetsmanna- och adelsfamiljer i Stettin, Friedland och Rostock. Han var informator hos Christian von Olthoff och överstelöjtnant von Schevenbach. 1724 kallades han att återupprätta skolan i Wolgast, vilken bränts av ryssarna 1713. Genom flitiga insamlingsresor i Väst- och Sydtyskland 1724–1725 lyckades Bötticher samla ihop pengar för att kunna uppföra en ny skolbyggnad. 1727–1748 verkade han sedan som skolans rektor. bland hans insatser märks särskilt det skolbibliotek om 3 333 band han lyckades samla ihop. Han författade även en mängd skrifter, främst inom historieforskningen, men ingen av dessa kom till tryck. Främst bland dessa ett utkast till historien över "borgen och staden" Wolgast.